# Wesmaelius barnardi
Wesmaelius barnardi is een insect uit de familie van de bruine gaasvliegen (Hemerobiidae), die tot de orde netvleugeligen (Neuroptera) behoort. 
Wesmaelius barnardi is voor het eerst wetenschappelijk beschreven door Tjeder in 1955.